# Habsberg

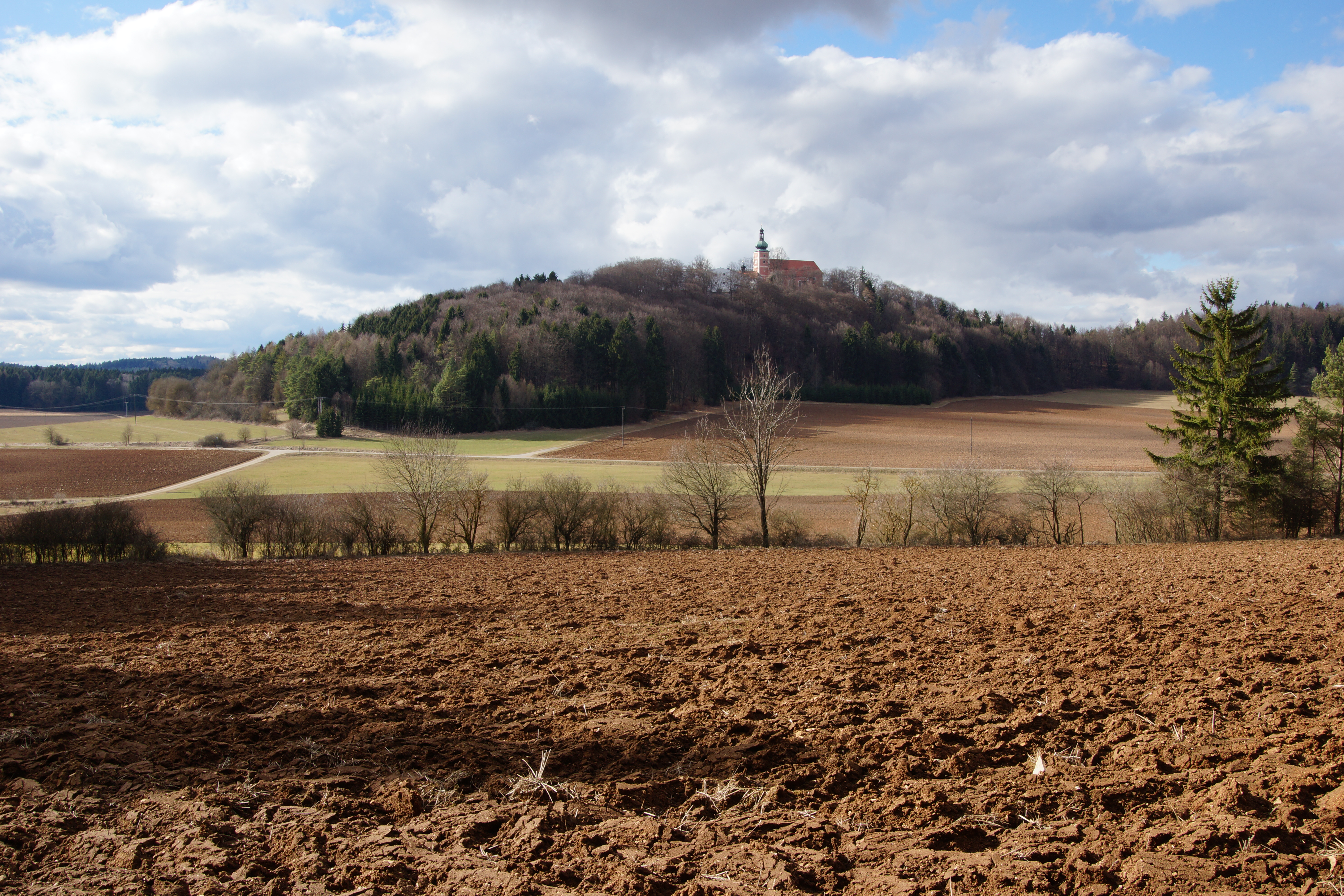
Blick auf den Habsberg

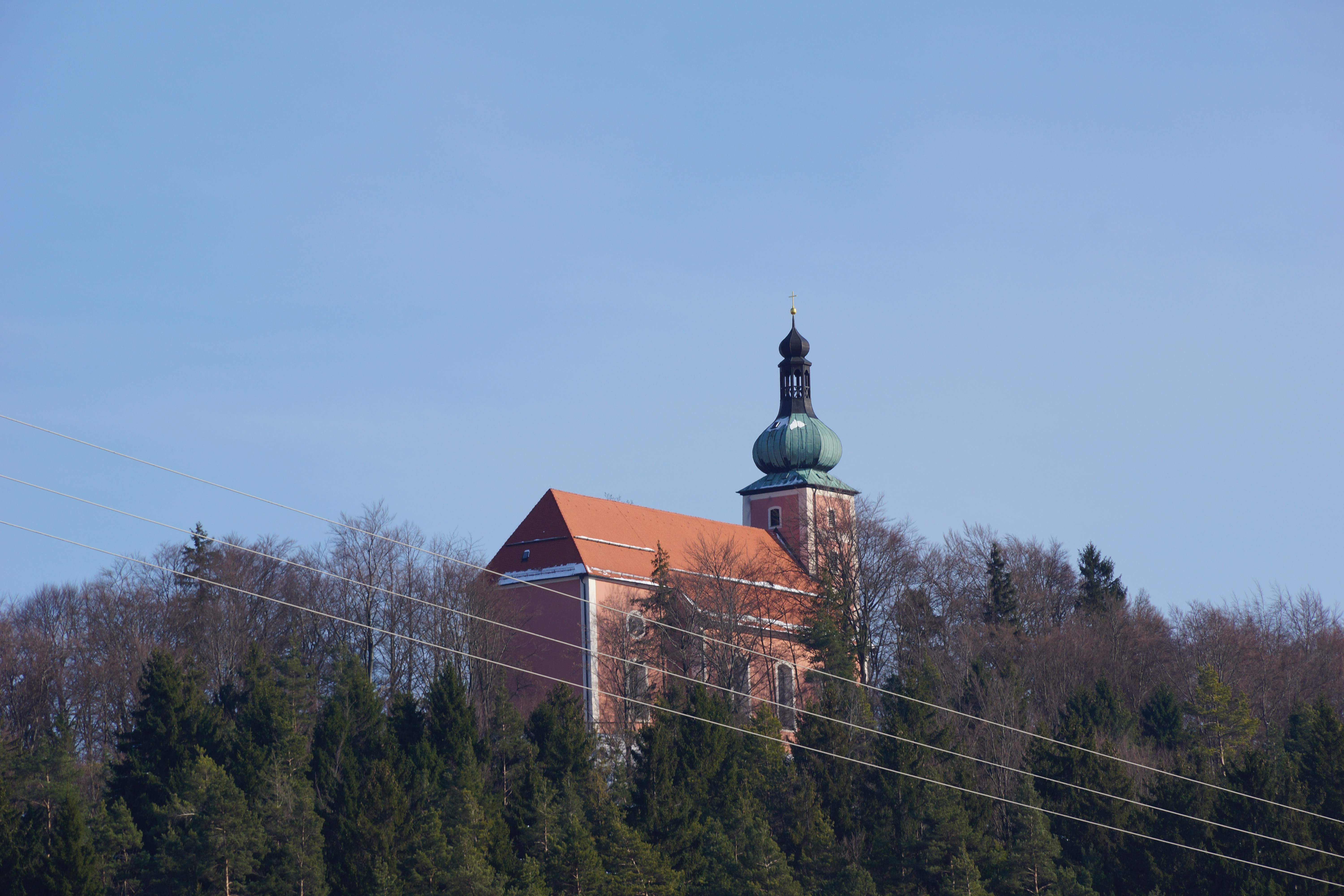
Die Wallfahrtskirche

Der Habsberg bei Velburg im Landkreis Neumarkt in der Oberpfalz ist Ortsteil der Stadt Velburg und ein Wallfahrtsort im Oberpfälzer Jura. Auf dem Habsberg befinden sich die Kirche Maria Heil der Kranken, eine Gnadenkapelle sowie ein Diözesanjugendhaus des Bistums Eichstätt. Der Berg ist 621 m hoch und der nördlichste Etappenpunkt auf dem knapp 240 km langen Jurasteig im oberpfälzischen Juraland.

## Geschichte
Bereits im 11. Jahrhundert wurde von den Grafen von Sulzbach-Kastl-Habsberg die Burg Habsberg erbaut, von der bis heute eine Zisterne erhalten ist. Die Burg war Teil eines Burgennetzes und diente auch zum Schutz vor wiederkehrenden Einfällen aus dem böhmischen Raum. Im 14. Jahrhundert wurde die Burg zerstört.

## Gnadenkapelle

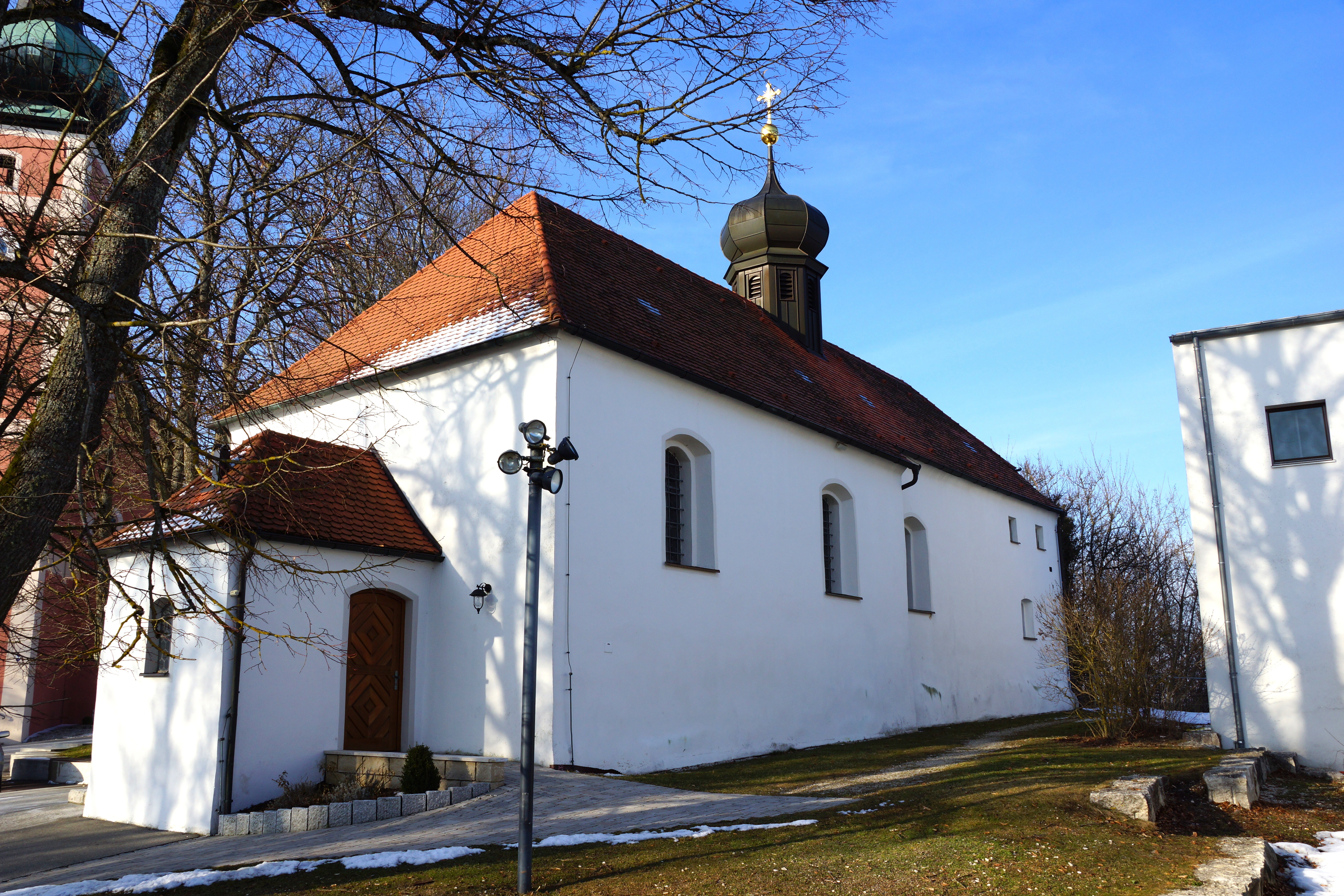
Gnadenkapelle Marä Heimsuchung

### Geschichte
Gründer der Wallfahrt auf den Habsberg war ein Johannes Panzer, Gerichtspfleger des Grafen Tilly, vom Schloss Helfenberg bei Lengenfeld. 1680 ließ er zum Dank für seine Heilung von der Gicht auf dem Habsberg aus Resten der Burgruine eine Kapelle mit einer Votivtafel errichten. Im Jahr 1682 wurde die Kapelle fertiggestellt und zog bald viele Pilger an.
1731 wurde diese Kapelle abgebrochen und dafür eine größere errichtet. Am 13. September 1747 wurde diese eingeweiht und erhielt das Patrozinium Mariä Heimsuchung.

### Orgel und Glocken
- Auf der Empore im hinteren Teil der Kirche steht eine kleine Orgel mit vier Registern auf einem Manual und angehängtem Pedal. Ihr Alter und Erbauer sind nicht bekannt.
- Im Dachreiter mit Zwiebelhaube sind zwei Glocken aufgehängt, die zusammen mit denen der Wallfahrtskirche 1997 von der Glockengießerei Rudolf Perner in Passau gegossen wurden:[5]

| Glocke | Name                       | Gewicht | Schlagton |
| ------ | -------------------------- | ------- | --------- |
| 1      | Josefsglocke               | 150 kg  | e″        |
| 2      | Johannes-Evangelist-Glocke | 105 kg  | fis″      |

## Weiteres auf dem Berg

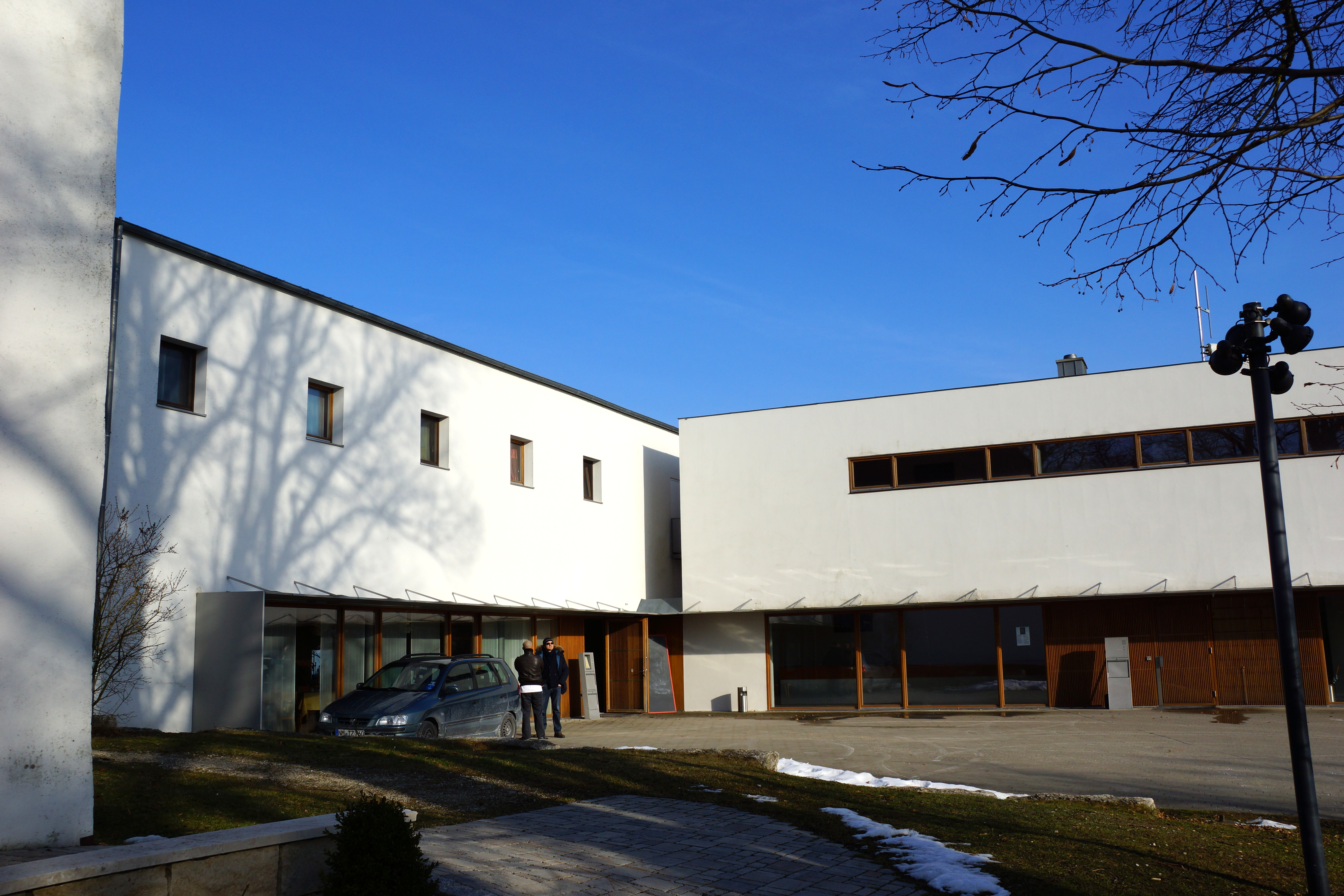
Jugend- und Tagungshaus

- In den Jahren 1761–1773 wurde die heutige Rokoko-Wallfahrtskirche Maria Heil der Kranken nach einem Entwurf des Münchener kurfürstlichen Hofmaurermeisters Leonhard Matthäus Giessl neben der Gnadenkapelle erbaut. Im Jahre 1764 schuf der Oberpfälzer Maler Johann Michael Wild das Deckenfresko des Altarraumes der Habsberger Wallfahrtskirche, auf dem auch der damals entwaldete Habsberg zu sehen ist.[6]

- 1961 wurde ein Diözesan-Jugendhaus errichtet, das mehrere Male umgebaut wurde und auch als Tagungshaus dient.
- Auf halber Höhe befindet sich ein Waldfriedhof.

## Haus am Habsberg
Im Mai 2007 wurde am Fuße des Habsbergs das Haus am Habsberg als Bildungszentrum für Umweltpädagogik und Regionalentwicklung in Bayern eröffnet. Zu dieser Bildungseinrichtung gehört ein 2,4 ha großes Außengelände mit Streuobstwiese, Bauerngarten und einem Acker für Ökolandbau.
Die Einrichtung wurde als bayerische Umweltstation anerkannt und vom Bayerischen Staatsministerium für Umwelt und Verbraucherschutz als Träger der Dachmarke Umweltbildung.Bayern ausgezeichnet.